# Tizatetrichia
Tizatetrichia is een geslacht van schietmotten uit de familie Hydroptilidae.

## Soorten
Deze lijst is mogelijk niet compleet.
- T. costaricensis S.C. Harris, O.S. Flint, & R.W. Holzenthal, 2002